# O’Danielit
O’Danielit ist ein sehr selten vorkommendes Mineral aus der Mineralklasse der „Phosphate, Arsenate und Vanadate“. Er kristallisiert im monoklinen Kristallsystem mit der chemischen Zusammensetzung NaZn3(AsO4)(AsO3OH)2
und ist damit chemisch gesehen ein Natrium-Zink-Arsenat mit zwei zusätzlichen protonierten Arsenat-Gruppen.
O’Danielit entwickelt an seiner Typlokalität lediglich eingewachsene körnige Aggregate, die nach zwei verschiedenen Richtungen tafelig gestreckt sein können und dann radialstrahlig verwachsen sind. Typisch ist die Vergesellschaftung mit Cuproadamin, Prosperit und Koritnigit in einer Matrix aus Chalkosin und Tennantit.
Die Typlokalität des Minerals ist die Tsumeb Mine bei Tsumeb, Region Oshikoto, Namibia.

## Etymologie und Geschichte
Als Entdecker des O’Danielits gilt Bruno Herrmann Geier (1902–1987), der ehemalige Chefmineraloge der Tsumeb Corporation, der das Mineral an einer heute nicht mehr nachzuvollziehenden Stelle in der Tsumeb Mine fand. Der Sammler Wolfgang Bartelke konnte Material aus diesem Fund erwerben und zeigte das farblich auffallende Mineral dem Professor für Mineralogie und Kristallographie an der Universität Stuttgart, Paul Keller. Keller und seine Mitarbeiter führten die für eine Charakterisierung als neues Mineral notwendigen Untersuchungen durch und legten die Ergebnisse der International Mineralogical Association (IMA) vor, die es 1979 anerkannte. Im Jahre 1981 wurde es von einem deutsch-US-amerikanischen Wissenschaftlerteam um Paul Keller, Heinz Hess, Pete J. Dunn und Dale E. Newbury im deutschen Wissenschaftsmagazin „Neues Jahrbuch für Mineralogie, Monatshefte“ als O’Danielit (englisch O’Danielite) beschrieben. Die Autoren benannten das Mineral nach dem Professor für Mineralogie an der Johann-Wolfgang-Goethe-Universität Frankfurt am Main Herbert O’Daniel (1903–1977), ehemaliger Herausgeber des „Neuen Jahrbuchs für Mineralogie“ und des „Zentralblatts für Mineralogie“. O’Daniel war maßgeblich am Wiederaufbau der Deutschen Mineralogischen Gesellschaft (DMG) beteiligt und amtierte von 1948 bis 1950 als deren Vorsitzender.
Das Typmaterial für O’Danielit (Holotyp) wird an der Universität Stuttgart (Standort TM-79.40-8701.13 / 0/824-s27/2) und im zur Smithsonian Institution gehörenden National Museum of Natural History, Washington, D.C. (Katalog-Nr. 145966), aufbewahrt.

## Klassifikation
Bereits in der veralteten, aber teilweise noch gebräuchlichen 8. Auflage der Mineralsystematik nach Strunz gehörte der O’Danielit zur Mineralklasse der „Phosphate, Arsenate und Vanadate“ und dort zur Abteilung der „Wasserfreien Phosphate [PO4]3−, ohne fremde Anionen“, wo er zusammen mit Bradaczekit, Johillerit, Nickenichit und Yazganit die unbenannte Gruppe VII/A.07 bildete.
Die seit 2001 gültige und von der IMA verwendete 9. Auflage der Strunz’schen Mineralsystematik ordnet den O’Danielit ebenfalls in die Klasse der „Phosphate, Arsenate und Vanadate“ und dort in die Abteilung der „Phosphate usw. ohne zusätzliche Anionen; ohne H2O“ ein. Diese Abteilung ist allerdings noch präziser unterteilt nach der Größe der beteiligten Kationen, so dass das Mineral entsprechend seiner Zusammensetzung mit den Kationen Natrium und Magnesium in der Unterabteilung „Mit mittelgroßen und großen Kationen“ zu finden ist, wo es zusammen mit Alluaudit, Arseniopleit, Bradaczekit, Groatit (IMA 2008-054), Karyinit, Ferroalluaudit, Ferrohagendorfit, Hagendorfit, Johillerit, Maghagendorfit, Manitobait (IMA 2008-064), Nickenichit, Varulith und Yazganit die Hagendorfitgruppe mit der System-Nr. 8.AC.10 bildet.
Auch die vorwiegend im englischen Sprachraum gebräuchliche Systematik der Minerale nach Dana ordnet den O’Danielit in die Klasse der „Phosphate, Arsenate und Vanadate“ und dort in die Abteilung der „Wasserfreien Phosphate etc.“ ein. Hier ist er in der „Alluaudit-Untergruppe innerhalb der Alluaudit-Wyllieitgruppe“ mit der System-Nr. 38.02.03 und den weiteren Mitgliedern Alluaudit, Ferroalluaudit, Ferrohagendorfit, Groatit, Hagendorfit, Johillerit, Maghagendorfit, Manitobait, Nickenichit, Varulith und Yazganit innerhalb der Unterabteilung „Wasserfreien Phosphate etc., (A+B2+)3(XO4)2“ zu finden.

## Chemismus
Mikrosondenanalysen an O’Danielit aus der Tsumeb Mine ergaben Mittelwerte von 4,7 % Na2O; 2,9 % MgO; 0,3 % CaO; 0,6 % MnO; 0,2 % FeO; 33,8 % ZnO; 54,4 % As2O3 und 2,8 % H2O, woraus sich auf der Basis von 12 Sauerstoffatomen die empirische Formel H1,96(Na0,95Ca0,03)Σ=0,98(Zn2,60Mg0,45Mn0,05Fe0,02)Σ=3,12(As0,99O4)3 errechnete, welche sich zu H2NaZn3(AsO4)3 (bzw. NaZn3(AsO4)(AsO3OH)2 in der Schreibweise mit protonierten Arsenatgruppen) idealisieren lässt. Diese Idealformel erfordert im O’Danielit Gehalte von 4,86 % Na2O; 38,27 % ZnO; 54,05 % As2O3 und 2,82 % H2O.
O’Danielit stellt das Zn2+-dominante Analogon zu einem bisher nur synthetisch bekannten, Mg2+-dominierten Endglied (Na-Mg-Arsenat-Hydroxyarsenat) einer möglicherweise vollständigen Mischkristallreihe dar. Er ist ferner das Zn-dominante Analogon des Mn-dominierten Canutits sowie des MnMg2-dominierten Magnesiocanutits.

## Kristallstruktur
O’Danielit kristallisiert im monoklinen Kristallsystem in der Raumgruppe C2/c (Raumgruppen-Nr. 15) mit den Gitterparametern a = 12,113 Å; b = 12,445 Å; c = 6,793 Å und β = 112,87° sowie vier Formeleinheiten pro Elementarzelle. Die von Tamara Ðorðević und Mitarbeitern an einem synthetischen Analogon von O’Danielit (Hydrothermalsynthese) gefundenen Gitterparameter betragen a = 12,023 Å; b = 12,385 Å; c = 6,750 Å und β = 112,79°.
Die Kristallstruktur des synthetischen Analogons von O’Danielit basiert auf ZnO4(OH)2- und ZnO6-Oktaedern mit gemeinsamen Kanten, die Ketten parallel (101) bilden und durch [AsO4]-Tetraeder miteinander verbunden sind. Die Ketten bilden zwei Typen von Kanälen parallel [001]. Während die H-Atome der (OH)-Gruppen in den Kanälen des ersten Typs sitzen, sind die Na-Atome in den Kanälen des zweiten Typs lokalisiert.
O’Danielit ist isotyp (isostrukturell) zu den protonierten Vertretern der Alluaudit-Obergruppe.

## Eigenschaften

### Morphologie
O’Danielit entwickelt an seiner Typlokalität ausschließlich eingewachsene, xenomorphe, körnige Aggregate bis zu 3 × 1 × 0,5 mm Größe, die teilweise plattig-tafelig nach dem vorderen Pinakoid {100} entwickelt oder nach der c-Achse [001] gestreckt sind. Im Allgemeinen sind die Körner dann zu radialstrahligen Aggregaten verwachsen.

### Physikalische und chemische Eigenschaften
Die Kristalle des O’Danielits sind sehr typisch blass violett gefärbt, ihre Strichfarbe ist aber immer weiß. Die Oberflächen der durchsichtigen Kristalle weisen einen glasartigen Glanz auf, was gut mit den Werten für die Lichtbrechung übereinstimmt. An den Kristallen des O’Danielits wurden mittelhohe bis hohe Werte für die Lichtbrechung (nα = 1,745; nβ = 1,753; nγ = 1,778) und für die Doppelbrechung (δ = 0,033) festgestellt. O’Danielit ist nicht pleochroitisch.
O’Danielit weist zwei sehr vollkommene Spaltbarkeiten nach {010} und {100} und eine angedeutete Spaltbarkeit nach {001} auf. Aufgrund seiner Sprödigkeit bricht er aber ähnlich wie Amblygonit, wobei die Bruchflächen uneben ausgebildet sind. Mit einer Mohshärte von ≈ 3 gehört das Mineral zu den mittelharten Mineralen und lässt sich wie das Referenzmineral Calcit mit einer Kupfermünze ritzen. Die Körner des O’Danielits sinken in Clerici-Lösung, ihre gemessene Dichte ist also >4,24 g/cm³. Die berechnete Dichte für das Mineral beträgt 4,49 g/cm³. O’Danielit zeigt weder im lang- noch im kurzwelligen UV-Licht eine Fluoreszenz.
O’Danielit ist löslich in Salzsäure (HCl) und Salpetersäure (HNO3).

## Bildung und Fundorte
Als extrem seltene Mineralbildung konnte O’Danielit bisher (Stand 2018) lediglich von einem Fundort beschrieben werden. Als Typlokalität gilt die „Tsumeb Mine“ bei Tsumeb, Region Oshikoto, Namibia, wobei der genaue Fundort innerhalb des Bergwerks unbekannt ist. Sehr wahrscheinlich befand er sich aber im Bereich der 2. Oxidationszone. Vorkommen von O’Danielit in Deutschland, Österreich oder in der Schweiz sind damit nicht bekannt.
O’Danielit ist ein typisches Sekundärmineral, welches sich in der Oxidationszone einer arsenreichen polymetallischen Buntmetall-Lagerstätte gebildet hat. Das Zink stammt aus der Verwitterung von Sphalerit und das Arsen aus dem oxidierten Tennantit. Das Natrium wird aus dem Nebengestein gelöst worden sein.
In der „Tsumeb Mine“ fand sich das Mineral auf einer Stufe mit korrodierten, hauptsächlich aus Tennantit und Chalkosin bestehenden Kupfererzen.
Parageneseminerale sind grüner Konichalcit, grüner Cuproadamin, brillante, farblos-wasserklare, nadelige Prosperit-Kristalle und blass rosafarbener manganhaltiger Koritnigit. Die Sukzession (Bildungsabfolge) wird mit Konichalcit → Cuproadamin → O’Danielit → Prosperit → Koritnigit angegeben. Weitere Begleitminerale sind Stranskiit, Lavendulan, Köttigit und Tsumcorit.

## Verwendung
Mit einem theoretischen ZnO-Gehalt von ca. 38 Gew.-% wäre O’Danielit ein reiches Zinkerz. Aufgrund seiner Seltenheit ist er jedoch nur für den Mineralsammler von Interesse.